# Tøsedrengen
|  | Denne artikel er oprettet af botten PalnaBot ud fra en ekstern database. Den kan derfor have sproglige fejl eller mangler. Denne skabelon kan fjernes efter kontrol af indholdet. |

Tøsedrengen er en kortfilm fra 1983 instrueret af Eddie Thomas Petersen efter manuskript af Eddie Thomas Petersen.

## Handling
En novellefilm, der foregår i slutningen af 50'erne i et fiskermiljø i Skagen. Faderen er kommet ind fra havet og vender hjem til familien, som er mor, storesøster og drengen Stefan. Faderen går på værtshus og vender ikke hjem til aftalt tid. Stefan betragter sin far med stor kærlighed, og det er ham, der skal bugsere den berusede fisker hjem. Uden nogen opdager det.